# ویکر استرت گیرین
ویکر استرت گیرین (به انگلیسی: Kersey) یک روستا و محله مدنی در بریتانیا است که در Babergh واقع شده‌است. ویکر استرت گیرین ۳۵۹ نفر جمعیت دارد.